# أنتيبسارا
انتيبسارا (باليونانية: Αντίψαρα)‏ هي جزيرة يونانية صغيرة في بحر إيجة. وفقًا للتعداد السكاني لعام 2021، لم يكن هناك سكان دائمون على الجزيرة. تقع على بُعد حوالي 3 كم (2 ميل) غرب جزيرة بسارا الأكبر، التي اشتق منها اسمها. تجعل الظروف الجغرافية من الصعب الوصول إليها من الجانبين الشمالي والغربي. هناك دلائل على وجود استيطان في العصور اليونانية والرومانية. خلال الحكم العثماني، كانت الجزيرة ميناءً. في الوقت الحاضر، تنطلق الرحلات السياحية إلى الجزيرة من بسارا في أشهر الصيف. يتم زيارة الكنيسة الصغيرة للقديس يوحنا (باليونانية: Άγιος Ιωάννης)‏ على الجانب الشرقي في أغسطس.

## الجغرافيا
تقع إلى الغرب من سواحلها الجزر الصغيرة لولوومي وسكوكيّا.

## الحياة البرية
الجزيرة تعد موقعًا لتكاثر طائر الغاقة الأوروبية، وطيور الصقر الأسحم، وطيور جلم الماء الكوري، وطيور جلم ماء البحر المتوسط.

## معرض الصور

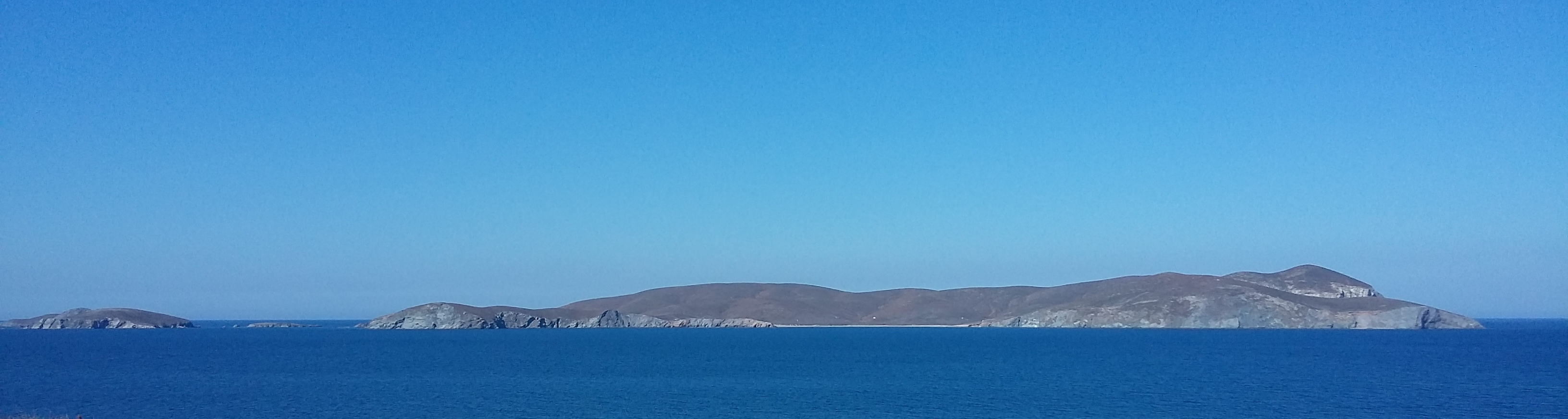
أنتيبسارا كما تُرى من جزيرة بسارا

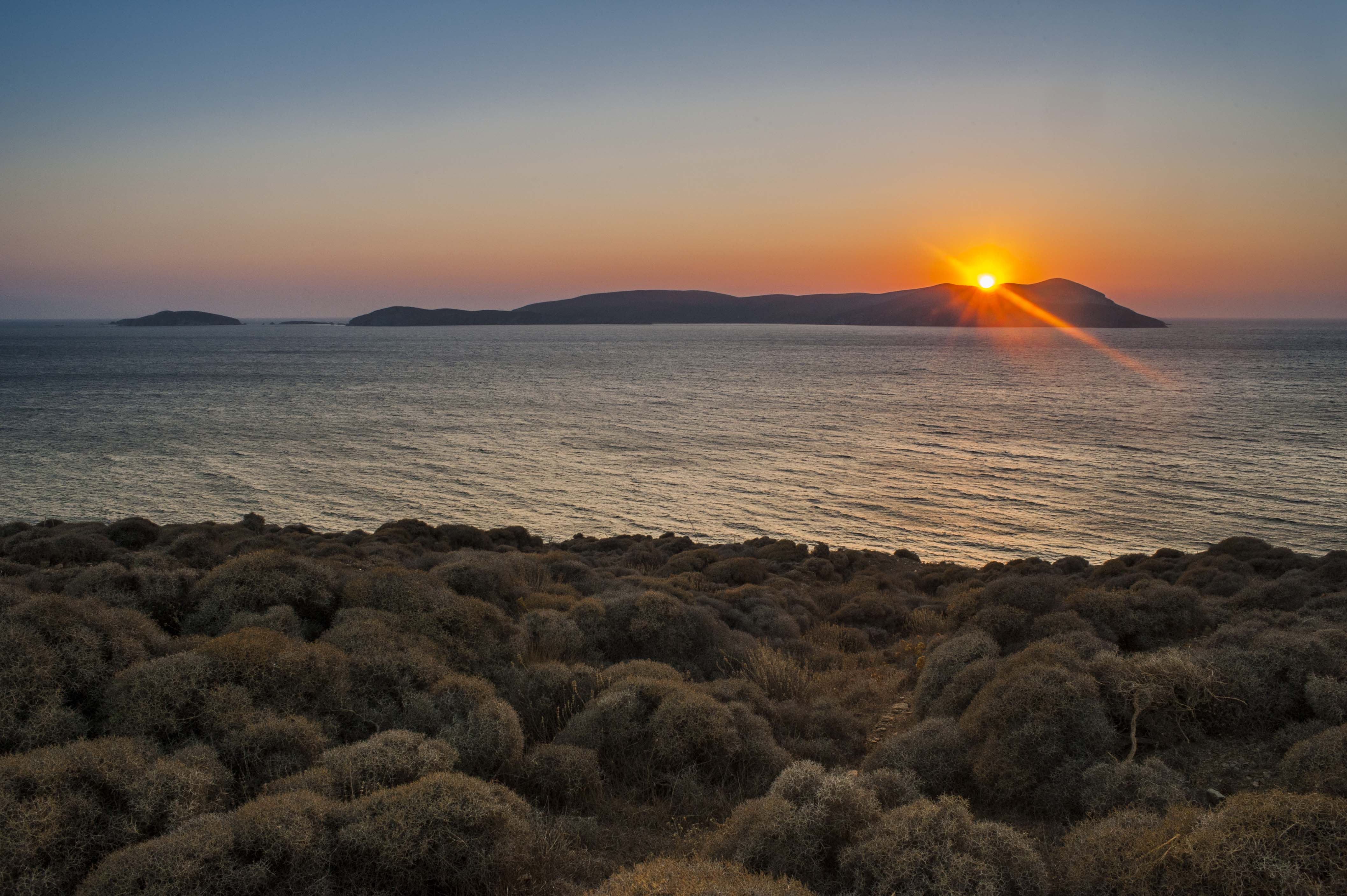
غروب الشمس في انتيبسارا

## اقرأ أيضاً
- قائمة جزر اليونان